# Coccygidium dubiosum
Coccygidium dubiosum är en stekelart som först beskrevs av Gyöö Viktor Szépligeti 1908.  Coccygidium dubiosum ingår i släktet Coccygidium och familjen bracksteklar. Inga underarter finns listade i Catalogue of Life.